# Zonnestelsel
Het zonnestelsel is het planetenstelsel dat bestaat uit de Zon en de hemellichamen die door de zwaartekracht aan de Zon gebonden zijn. De Zon is een klasse G2 hoofdreeksster met een diameter van 1,39 miljoen kilometer. De Zon neemt 99,86% van de massa in het zonnestelsel voor haar rekening.
Naast de Zon bevat het zonnestelsel acht planeten, vijf dwergplaneten, meer dan 1,2 miljoen bekende planetoïden, 715 manen van planeten en 3849 bekende kometen (stand: januari 2023). De meeste van deze objecten bewegen zich rond de Zon in omloopbanen  met een kleine glooiingshoek ten opzichte van de ecliptica. In de ruimte tussen deze hemellichamen bevindt zich de interplanetaire materie. Volgens een definitie wordt het zonnestelsel begrensd door de heliopauze, de rand van de heliosfeer op een afstand van 120 AE (16,6 lichtuur) van de Zon.

## Ontstaan
Het zonnestelsel ontstond ongeveer 4,5 miljard jaar geleden, toen een interstellaire gaswolk door onbekende oorzaak actief werd en door zijn eigen gewicht begon te krimpen en steeds sneller rond te draaien, waarna in het midden van deze gaswolk de Zon ontstond.
Het ineenstorten van het midden van de gaswolk, ook zonnenevel genoemd, nam 100.000 jaar in beslag. Door de enorme hitte die ontstond bij het samentrekken ontstond een kleine ster die een groot deel van de gaswolk opzoog en zo een volwaardige ster werd: onze Zon. Het overgebleven gas, ook accretieschijf genoemd, begon daarna af te koelen en er stolden stukken ijs, steen en metaal (planetesimalen), die door botsingen steeds groter werden omdat ze aan elkaar vastklitten.
Die grote brokken verzamelden al het nog overgebleven materiaal, op enkele planetoïden en meteoroïden na. Toen waren sommige brokken (protoplaneten) groot genoeg geworden om ook het laatste beetje gas op te zuigen.
Op dat moment, een miljoen jaar na het ontstaan van de eerste brokken, begon de Zon plots sterke straling, een zonnewind, te produceren, die de gasmantel rond bijna alle protoplaneten, behalve de gasreuzen, wegblies.
Daarna kregen de protoplaneten langzaam een stabiele baan rond de Zon, en de planeten en manen werden gevormd door laatste grote botsingen tussen protoplaneten.
Ongeveer 4 miljard jaar geleden kreeg het zonnestelsel nog te maken met een kosmisch bombardement, waardoor op veel manen en planeten grote inslagkraters ontstonden.

## Beweging

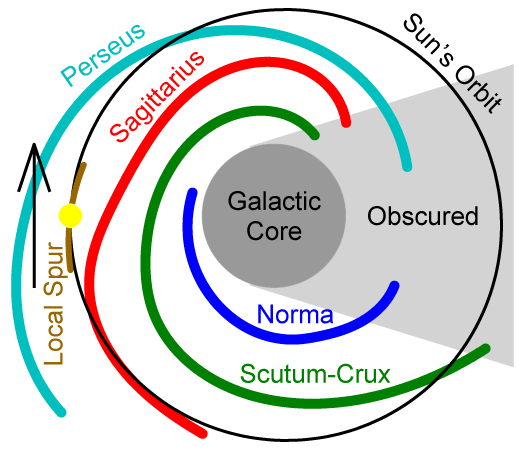
De spiraalarmen van de Melkweg met de omloopbaan van de Zon (geel). De Orionarm is aangegeven als Local Spur.

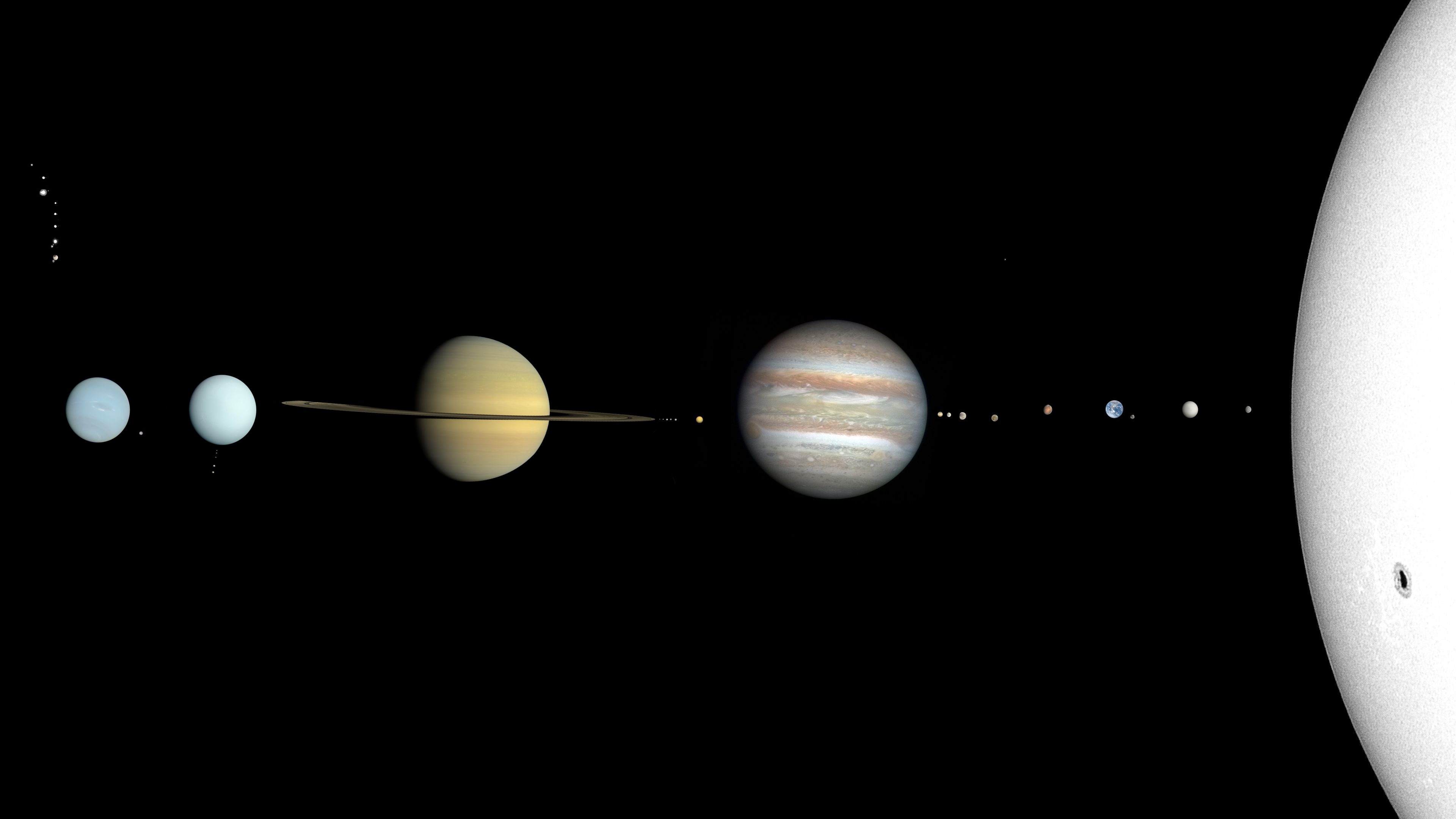
Het zonnestelsel (op schaal)

De Zon bevindt zich in de Lokale bel in de Orionarm, een spiraalarm van de Melkweg, op een afstand van 26.673±42 lichtjaar van het galactisch centrum. 
Het zonnestelsel beweegt met een snelheid van ongeveer 220 km/s in 225-250 miljoen jaar in een vaste baan om het centrum van de Melkweg. Een theorie onder wetenschappers is dat de route die de Zon door spiraalarmen in de Melkweg volgt bijdraagt aan de periodieke massale uitsterving van leven op aarde (de Shiva-hypothese).

## Zon en (dwerg)planeten
Traditioneel (tot 2006) werden tot het zonnestelsel negen planeten gerekend. De planeten Mercurius, Venus, Mars, Jupiter, en Saturnus zijn bekend sinds de oudheid. Na de uitvinding van de telescoop werden Uranus (1781), Neptunus (1846), en Pluto (1930) ontdekt. In de jaren 90 van de 20e eeuw werd ontdekt dat de toenmalige negende planeet, Pluto, slechts een van vele soortgelijke objecten in de Kuipergordel was. De vraag drong zich op of deze met Pluto vergelijkbare objecten nu ook allemaal als 'planeet' geclassificeerd moesten worden. Naarmate steeds grotere objecten ontdekt werden, zoals Quaoar en Varuna kwam het klassieke aantal van negen planeten onder druk te staan. Met de ontdekking van de nog veel grotere Eris was een nieuwe definitie van planeet noodzakelijk. Volgens de nieuwe definitie wordt Pluto nu een 'dwergplaneet' genoemd en telt het zonnestelsel acht 'echte' planeten.

### Een nieuwe planeet?
In januari 2016 werd in de media gebracht dat er sterke aanwijzingen zijn voor een negende planeet met afmetingen vergelijkbaar met Neptunus maar ver voorbij de baan van Pluto. Deze nog hypothetische planeet is voorlopig aangeduid met de naam Planeet Negen (Engels: Planet Nine) Een hypothetische planeet met een formaat van ongeveer twintig aardmassa's zou de verklaring kunnen zijn voor het opmerkelijke gedrag dat een aantal Transneptunische objecten in het buitengebied van de Kuipergordel vertoont. Konstantin Batygin en Michael Brown, wetenschappers aan de Caltech Universiteit, kondigden op 20 januari 2016 hun ontdekking aan, die gebaseerd is op dynamische modellen, en nog niet op visuele waarnemingen die als definitief bewijs zouden gelden.

### Eigenschappen
| Naam      | Diameter (km) | Afstand tot de Zon (km) | Massa t.o.v. de aarde | Omlooptijd dagen | Omlooptijd jaar |
| --------- | ------------- | ----------------------- | --------------------- | ---------------- | --------------- |
| Zon       | 1.392.000     | -                       | 332.946               | -                | -               |
| Mercurius | 4.880         | 57.910.000              | 0,1                   | 87,9691          | 0,240846        |
| Venus     | 12.104        | 108.208.930             | 0,9                   | 224,701          | 0,615198        |
| Aarde     | 12.756        | 149.597.870             | 1                     | 365,256363004    | 1               |
| Mars      | 6.794         | 227.936.640             | 0,1                   | 686,971          | 1,88082         |
| Jupiter   | 142.984       | 778.412.010             | 318                   | 4.332,59         | 11,862          |
| Saturnus  | 120.536       | 1.426.725.400           | 95                    | 10.759,22        | 29,4571         |
| Uranus    | 51.118        | 2.870.972.200           | 15                    | 30.688,5         | 84,0205         |
| Neptunus  | 49.572        | 4.498.252.900           | 17                    | 60.182           | 164,8           |

### Omloopbanen van de planeten
Afstanden in het zonnestelsel worden vaak uitgedrukt in de astronomische eenheid (AE, Engels: AU). Dit is een afstandsmaat die vrijwel gelijk is aan de gemiddelde afstand tussen de Aarde en de Zon. Een astronomische eenheid is ongeveer gelijk aan 149,6 miljoen kilometer. De Aarde staat gemiddeld op een afstand van 1 AE van de Zon. Mercurius staat op een afstand van 0,4 AE, Venus op 0,7 AE, Mars op 1,5 AE, Jupiter op 5,2 AE, Saturnus op 9,5 AE, Uranus op 19 AE en Neptunus op 30 AE.
Er lijkt een wetmatigheid in de afstand van de planeten tot de Zon te zitten: de Wet van Titius-Bode, maar dit berust hoogstwaarschijnlijk op toeval.
Het verband tussen afstand van een planeet tot de zon en de omlooptijd is beschreven door de derde wet van Johannes Kepler en is P² = a³, waar P de omlooptijd in jaren is en a de gemiddelde afstand tot de zon in AE. 

## Planetoïden

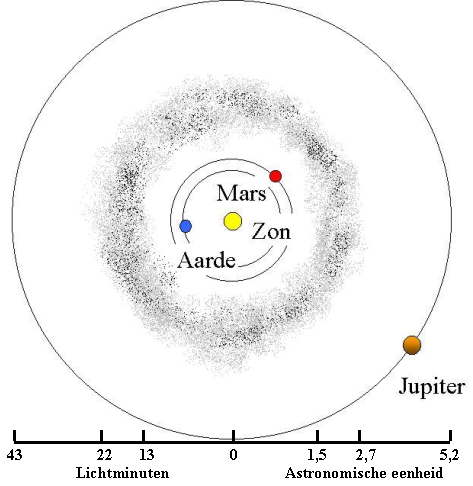
Planetoïdenring tussen de banen van Mars en Jupiter

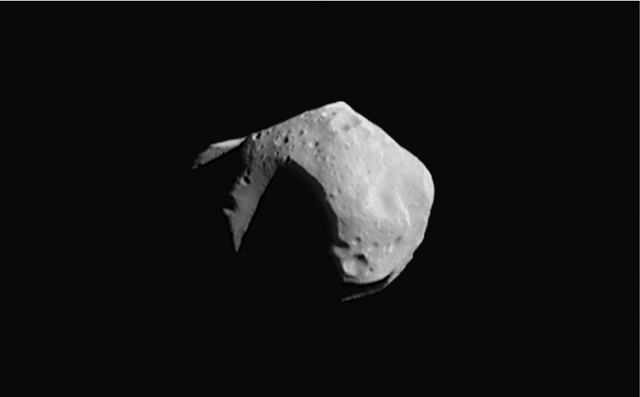
Foto van de planetoïde 253 Mathilde, in 1997 gemaakt door de ruimtesonde NEAR Shoemaker. Mathilde is iets groter dan 50 km in diameter.

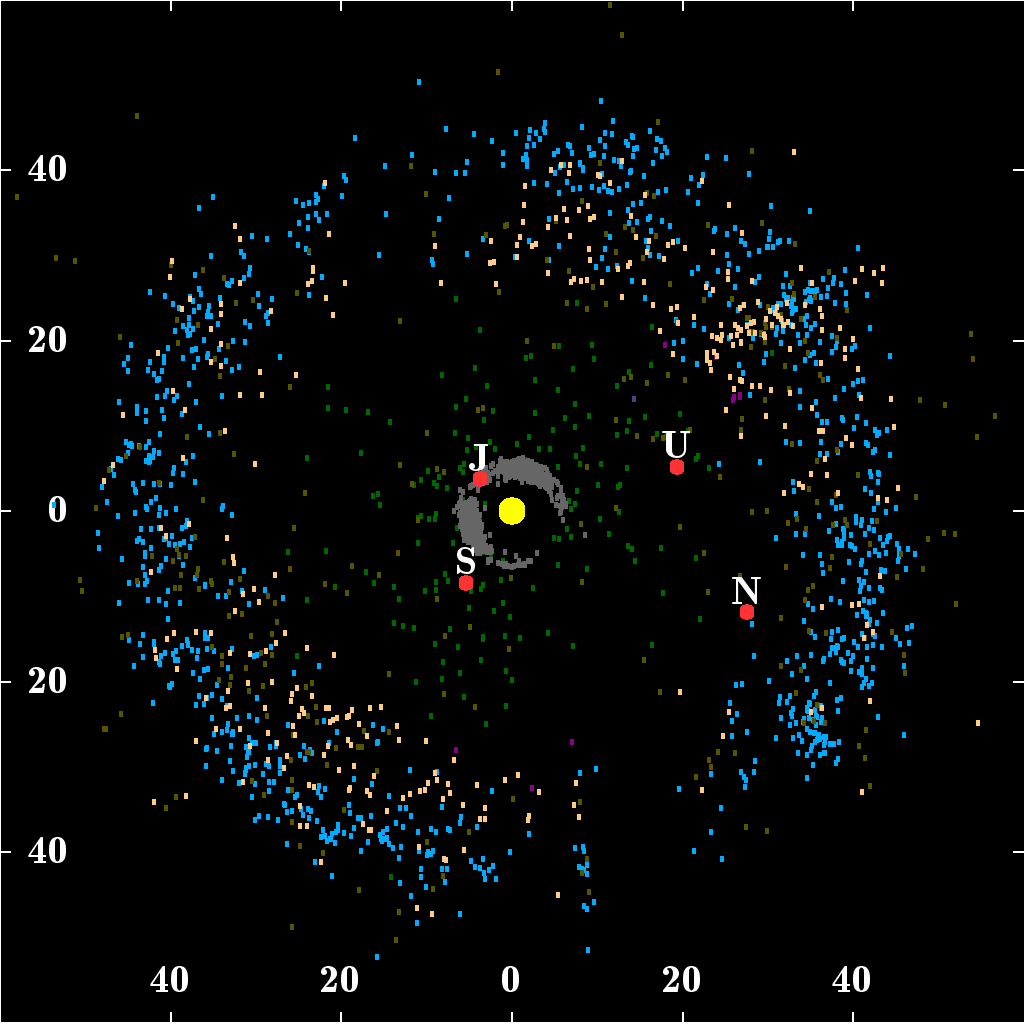
De locatie van de Kuipergordel ten opzichte van Jupiter, Saturnus, Uranus, en Neptunus

Tussen Mars en Jupiter ligt een band met planetoïden, de planetoïdengordel. Voorbij Neptunus bevindt zich ook een wolk met kleinere hemellichamen, de Kuipergordel.
De planetoïden kunnen ingedeeld worden volgens grootte, oorsprong, samenstelling en mogelijk gevaar voor inslag op de aarde.
Enkele planetoïden zijn sinds 1991 door ruimtesondes van dichtbij gefotografeerd waaronder Gaspra, Ida, Eros, Mathilde, Braille, Annefrank en Itokawa. Deze foto's laten zien dat het onregelmatige, aardappelvormige steenklompen zijn, met veel kleine en soms grotere kraters.
Anders dan planeten hebben planetoïden geen bolvorm. Dat komt doordat ze zo klein en licht zijn. Hoe meer massa een planetoïde of planeet heeft, des te groter is de zwaartekracht aan het oppervlak. Daardoor kunnen uitstulpingen en bergen inzakken door hun eigen gewicht. Bij planetoïden is deze kracht meestal veel te gering om invloed te hebben. Van een aantal planetoïden is inmiddels bekend of bestaan sterke aanwijzingen dat ze wel zwaar genoeg zijn om onder hun eigen zwaartekracht een bolvorm aan te nemen.

## Oortwolk

Illustratie van de enorme afstanden in het zonnestelsel.
Geel: binnenplaneten
Groen: buitenplaneten
Rood: Sedna
Blauw: Oortwolk

De Oortwolk is een hypothese van Jan Hendrik Oort om te verklaren waarom er nog steeds kometen zijn. Kometen vallen immers uit elkaar na een aantal omlopen door het binnenste deel van het zonnestelsel. Sinds het begin van het zonnestelsel, een paar miljard jaar geleden, zouden alle kometen allang uit elkaar gevallen moeten zijn.
Volgens Oort is er een stabiele wolk van miljoenen komeetachtige objecten in de buitenste regionen van het zonnestelsel, waar zo nu en dan een komeet vandaan komt. De Oortwolk heeft de vorm van een grote bol met de Zon als centrum: de kometen kunnen vanuit alle richtingen aan de hemel opduiken. Van de in 2003 ontdekte planetoïde Sedna wordt vermoed dat hij afkomstig is uit het binnengebied van de Oortwolk.

## Onderzoek van de buitenste planeten
De eerste ruimtesondes die de buitenplaneten hebben bezocht waren de Pioneer 10 (Jupiter) en 11 (Jupiter en Saturnus).
De onbemande ruimtesondes Voyager 1 (naar Jupiter en Saturnus) en 2 (naar Jupiter, Saturnus, Uranus en Neptunus) vormen samen de Voyagermissie van de NASA. Deze missie werd in het leven geroepen om gebruik te maken van de zeldzaam voorkomende onderlinge positie van de vier grote buitenplaneten eind jaren 70 en jaren 80. De vier buitenplaneten stonden toen op een (gekromde) lijn. Eigenlijk waren de Voyagers ontworpen voor het Marinerprogramma. Inmiddels bevinden deze sondes zich voorbij de uiterste rand van het zonnestelsel, de heliopauze.